# Joaquim Albareda
Joaquim Albareda Salvadó (Manlleu, 1957) es un historiador español y catedrático de Historia Moderna en la Universidad Pompeu Fabra de Barcelona. 

## Biografía
Fue director del Institut Universitari d´Història Jaume Vicens Vives durante seis años (2007-2013). Investigador principal del proyecto de investigación España y los tratados de Utrecht (1712-1714) y del Grup d´estudi de les institucions i de la societat a la Catalunya moderna (segles XVI-XIX). También es director de la colección de historia Referències de Eumo Editorial. Durante los últimos años, ha centrado su investigación en el tema de la Guerra de Sucesión Española (1705-1714) y en la historia política del siglo XVIII.

## Publicaciones

### Libros
- Els catalans i Felip V. De la conspiració a la revolta (1700-1705) (Editorial Vicens Vives, 1993, IV Premio Internacional Jaume Vicens Vives de Ciencias Sociales).
- Política, religió i vida quotidiana en temps de guerra (1705-1714). El Dietari del convent de Santa Caterina i les Memòries d'Honorat de Pallejà (Eumo Editorial, 2001).
- Catalunya en un conflicte europeu. Felip V i la pèrdua de les llibertats catalanes (1700-1714) (Edicions 62, Generalitat de Catalunya, 2001).
- Felipe V y el triunfo del absolutismo. Cataluña en un conflicto europeo (1700-1714) (Generalitat de Catalunya, 2002).
- Las Cortes de 1701-1702 y 1705-1706. La puesta al día del constitucionalismo, Estudio introductorio / Les Corts de 1701-1702 i 1705-1706. La represa del constitucionalisme, a Constitucions, Capítols i Actes de Cort. Anys 1701-1702 i 1705-1706. Edició facsímil (Editorial Base, 2004, pp. 5-64).
- El “cas dels catalans”. La conducta dels aliats arran de la guerra de Successió (1705-1742) (Fundació Noguera, 2005).
- Pròleg: la Generalitat entre 1701 i 1714”, del volum X de Dietaris de la Generalitat, Anys 1701 a 1713. Junto Eduard Martí (Generalitat de Catalunya, 2007, pp. IX-XXXV).
- La Guerra de Sucesión de España (1700-1714) (Crítica, 2010, 2012, 2014).
- Història de la Catalunya moderna junto con Pere Gifre (Pòrtic, 1999).
- Volumen "Desfeta política i embranzida econòmica. Segle XVIII" (director) de Història, política, societat i cultura dels Països Catalans (dirigido por B. de Riquer, Enciclopèdia Catalana, 1995).
- Capítulo “Societat i cultura en la Catalunya del Set-cents”, de Història de la cultura catalana. El set-cents, volumen III, dirigida por Pere Gabriel i Sirvent, (Edicions 62, 1996, pp. 85-120) y del capítulo “La vida política”, en la obra colectiva Pierre Vilar i la història de Catalunya (Editorial Base, 2006, pp. 189-215).
- Del patriotisme al catalanisme. Societat i política (segles XVI-XIX) (coordinador) (Eumo Editorial, 2001).
- Una relació difícil. Catalunya i l'Espanya moderna (Editorial Base, 2007).
- El nacimiento y la construcción del Estado moderno. Homenaje a Jaume Vicens Vives. Coordinador junto con M. Janué i Miret (Publicacions de la Universitat de València, 2011)
- Catalunya, nació d'Europa, 3 volúmenes. Director. (Enciclopèdia Catalana, 2013)
- Diario Bellico. La Guerra de Sucesión de España. Fra Domingo da Conceiçáo. Editor junto V. Virginia León. (Publicaciones Universidad de Alicante, 2013).
- El declive de la monarquía y del imperio español. Los tratados de Utrecht (1713-1714). Editor (Crítica, 2015).

También ha estudiado los escritos políticos publicados entre finales del siglo XVII y los primeros años del siglo XVIII en:
- Escrits polítics del segle XVIII. Tom I. Despertador de Catalunya i altres textos (Eumo Editorial, 1996).
- Escrits polítics del sgle XVIII. Tom V. Escrits del moment republicà de 1713-1714 (Eumo Editorial, 2011).

### Obras colectivas
Es autor de Història de la Catalunya moderna (Pòrtic, 1999) junto Pere Gifré. También ha dirigido «Desfeta política i embranzida econòmica. Segle XVIII», volumen 5 de Història, política, societat i cultura dels Països Catalans (B. de Riquer dir., Enciclopèdia Catalana, 1995). Es autor del capítulo «Societat i cultura en la Catalunya del Set-cents», de Història de la cultura catalana. El set-cents, volumen III, dirigida por Pere Gabriel, (Edicions 62, 1996, pp. 85-120) y del capítulo «La vida política», en la obra colectiva Pierre Vilar i la història de Catalunya (Editorial Base, 2006, pp. 189-215).
Ha sido editor de Política, religió i vida quotidiana en temps de guerra (1705-1714). El Dietari del convent de Santa Caterina i les Memòries d´Honorat de Pallejà (Eumo Editorial, 2001).
Ha coordinado las obras colectivas Del patriotisme al catalanisme. Societat i política (segles XVI-XIX) (Eumo Editorial, 2001) y Una relació difícil. Catalunya i l´Espanya moderna (Editorial Base, 2007). Junto M. Janué i Miret ha coordinado el volumen El nacimiento y la construcción del Estado moderno. Homenaje a Jaume Vicens Vives (Publicacions de la Universitat de València, 2011). 
Paralelamente, ha estudiado los escritos políticos publicados entre finales del siglo XVII y los primeros años del siglo XVIII en:
- Escrits polítics del segle XVIII. Tom I. Despertador de Catalunya i altres textos (Eumo Editorial, 1996).
- Escrits polítics del segle XVIII . Tom V. Escrits del moment republicà de 1713-1714 (Eumo Editorial, 2011).

### Artículos
- “Felipe y la negociación de los Tratados de Utrecht: bajo los dictados del mejor abuelo del mundo”, Cuadernos de Historia Moderna, 2013, XII; Anejo XII: 1713. "La Monarquía de España y los Tratados de Utrecht", coordinado por Virginia León Sanz. (Universidad Complutense, 2013, pp. 31-60).
- “Cataluña hacia 1700: la hora de la política” en Bernardo J. García García y Antonio Álvarez-Ossorio (eds.), Vísperas de sucesión. Europa y la monarquía de Carlos II (Fundación Carlos de Amberes, 2015, pp. 109-127).
- “Del tiempo de las libertades al triunfo del dominio absoluto borbónico”, a J. Romero, A, Furió (Eds.), Historia de las Españas (Tirant Humanidades, 2015, pp. 177-202).
- “Balance bibliográfico. La Guerra de Sucesión revisitada. Actualidad de la Guerra de Sucesión”, Vínculos de historia (http://vinculosdehistoria.com), n.º 4, junto J. Nadal Farreras. (Universidad de Castilla-La Mancha, 2015, pp. 373-386).
- “Hi ha ocasions en les quals cal saber perdre. Claus de la negociació d'Utrecht”, Pedralbes, 33 (Universitat de Barcelona, 2015, pp. 77-101).
- “Els tractats de pau i Espanya: la negociació de Rastatt”, a C. Mollfulleda i N. Sallés (eds.), Els tractats d'Utrecht. Clarors i foscors de la pau. La resistència dels catalans (Museu d'Història de Catalunya, 2015, pp. 167-176).

Sobre la temática de la guerra de Sucesión, también ha publicado en revistas extranjeras: 
- «Il movimento filo-asburgico, il progetto di una Spagna alternativa (1705-1741)», Cheiron, 39-40 (2003, pp. 79-104).
- «La Catalogne et Philippe V d´Espagne dans la guerre de Succession d´Espagne: des espérances de 1705 à la perte des libertés de 1714», Revue d´Histoire Diplomatique (2007, pp. 231-247).
- «La Corona di Aragona durante la guerra di Successione alla corona spagnola (1705-1714)», Annali di Storia Moderna e Contemporanea, 13 (2007, pp. 9-24).
- «Das Fortbestehen des Austrazismus in Wien nach dem Vertrag von Utrecht (1713-1727). Der Schatten des marqués de Rialp», Hispania-Austria III. Der Spanische Erbfolgekrieg. F. Edelmayer, V. León Sanz, J.I. Ruiz Rodríguez (eds.) , Institut für Geschichte der Universität Wien (2008, pp. 319-339).

Otros trabajos que abordan temáticas relacionadas con la historia política son: 
- «Vías de participación política del hombre común en Europa (siglos XVII-XVIII)», a María Luz González Mezquita (Ed.), Temas y perspectivas teóricas de Historia Moderna (Universidad Nacional de Mar del Plata, 2011, pp. 55-76).
- «Cataluña en la España del siglo XVIII: represión, acomodación y disidencia», J. Arrieta, J.Astigarraga (eds,), Conciliar la diversidad. Pasado y presente de la vertebración de España (Universidad del País Vasco, Fundació Ernest Lluch, 2009, pp. 55-75).
- «El debate sobre la modernidad del absolutismo borbónico«, Revista HmiC, n.º X, 2012, (pp. 6-19).

### Publicaciones de carácter divulgativo
- 11 de setembre de 1714, amb A. Garcia Espuche (Generalitat de Catalunya, 2005).
- 1714. La guerra de Successió explicada por Joaquim Albareda y Joan Escúlies (Pòrtic, 2008).
- “La Diputació del General i els Comuns catalans: representació i modernitat política”, L´Avenç, 339. 2008, pp. 28-33.
- “El Consell de Cent el 1714: govern de la ciutat i representació política”, en Consell de Ciutat, 2004-2014 (Ajuntament de Barcelona, 2014, pp. 14-34)
- “El significat de la derrota de l'11 de setembre del 1714”, Nadala 2014, (Fundació Carulla, pp. 10-21)
- La guerra de 1714. La clau catalana d'un conflicte mundial, junto con Joan Esculies (Pòrtic, 2013, 2014, 2015)